# Кочеток
Кочето́к (укр. Кочеток) — посёлок в Чугуевском районе, Харьковской области Украины.
Кочето́к является административным центром Кочето́кского поселкового совета, в который не входят другие населённые пункты.

## Географическое положение
Посёлок городского типа Кочеток находится на правом берегу реки Северский Донец в месте впадения в неё реки Тетлега (правый приток);
ниже по течению на расстоянии в 2 км расположен город Чугуев,
выше по течению реки Тетлега на расстоянии в 6 км расположены сёла:
Зарожное и
Тетлега.
К посёлку примыкает большой лесной массив урочище Чугуево-Бабчанская Дача (дуб, ясень).

## История
- В окрестностях посёлка Кочеток были обнаружены поселения: неолитическое (IV тыс. до н. э.) и эпохи бронзы, скифского времени.
- 1647 год — дата основания.[2]
- Село входило в состав Чугуевского и Змиевского уездов Харьковской губернии[6].
- Советская власть установлена в январе 1918 года.
- С 1923 года — в составе Чугуевского района Харьковского округа.
- В 1929 году создан колхоз «Новая жизнь» (укр. «Нове́ життя́»).
- 19 октября 1938 года селу был присвоен статус посёлок городского типа.
- В 1940 году, перед ВОВ, в Кочетке были 1152 двора, православная церковь, лесопильня и сельсовет.[3]
- 282 жителя[7] посёлка Кочеток принимали участие в Великой Отечественной войне, многие из них воевали в составе партизанских отрядов района; все участники войны награждены боевыми орденами и медалями СССР. 85 воинов не вернулись с войны.[7] Немецкие оккупанты во время ВОВ расстреляли 308 жителей села.
- В 1962 году в Кочетке был открыт завод «Стройдеталь».
- В 1966 году население составило 3 200 человек; в селе были две школы, больница и семь библиотек.
- В 1973 году здесь действовали лесхоз и Чугуево-Бабчанский лесной техникум[5].
- В 1976 году в селе было 723 двора; население составляло 4016 человек.[7]
- В январе 1989 года численность населения составляла 3849 человек[8], по данным переписи 2001 года — 3633 человека, на 1 января 2013 года — 3124 человека, в 2019 году — 3008, а в 2020 — 2 986 человек[9].
- При СССР в посёлке действовали пионерские лагеря «Орлёнок», «Полёт» завода Южкабель и «Факел» Чугуевского завода топливной аппаратуры.[10]
- В 1993 году здесь действовали:[11] Кочетокское поселковое отделение связи, Кочетокский поссовет, Мостострой, Межхозяйственное производственное объединение по механизации, автоматизации, ремонту и строительству (МПО МАРС), аптека, больница, биостанция, водопроводная станция, Дом культуры, детский сад, домоуправление, лесхоз Кочеток, лесхоззаг, Чугуево-Бабчанский лесотехникум, столовая, средняя школа, школа-интернат.[10]

## Название
На украинском языке и на русском языке кочеток означает уменьшительно-ласкательное от петух — «петушок». 

## Экономика
- СМУ-615 «Южспецстроя».
- ПМК-1 «Облмежколхоздорстроя».
- СПМК-7, специализирующееся на строительстве гидросооружений и дорог с твердым покрытием.
- Автоколонна треста «Южспецстрой».
- Молочно-товарная ферма, машинно-тракторные мастерские.
- Чугуево—Бабчанский лесхоззаг.
- Кочетокская водопроводная станция, подает Харькову 550—570 тыс. м³ воды в сутки.
- Чугуевский межхозяйственный завод стройматериалов.
- Детские оздоровительные лагеря «Орлёнок», «Полёт».

## Транспорт
Находится в 9 км от ж.д. станции Чугуев на линии Харьков — Купянск.
Через посёлок проходит автомобильная дорога Т-2111.

## Объекты социальной сферы
- Детский сад
- Школа
- Общеобразовательная санаторная школа-интернат для детей с хроническими неспецифическими заболеваниями органов дыхания.
- Чугуево-Бабчанский лесной колледж.
- Амбулатория.
- Кочетокский музей воды.

## Достопримечательности
- Братская могила советских воинов. Похоронено 146 воинов.
- Природа в Кочетке весьма живописна. Именно здесь Илья Репин написал ряд этюдов к своему «Крестному ходу».
- Музей воды в Кочетке — уникальный, созданный коллективом умельцев ПУВХ «Донец» (Кочетковская водопроводная станция), открыт в 1982 году. В 1987 году ему присвоено звание «народный». Сначала он именовался как музей боевой и трудовой славы водопроводной станции, а потом получил и статус Музей Воды. В нём более 2000 экспонатов. Главную роль в создании музея сыграл талантливый инженер Комаров Сергей Лукьянович. В музее можно получить ценную информацию про воду вообще, про историю Северского Донца, про строительство водопроводной станции в посёлке и т. д.

## Религия
- Церковь Владимирской иконы Божией Матери. Постройка середины XIX века.

## Личности
- Корякин, Михаил Михайлович — оперный певец-бас, солист Мариинского театра.
- Лялин, Александр Иванович — кандидат с/х наук (2013), доцент (2015).
- Пятницкий, Сергей Сергеевич (02(15).03.1905—02.05.1971) — украинский лесовод-селекционер, доктор сельскохозяйственных наук (1948), профессор (1949), заслуженный деятель науки УССР (1965).
- Куприна, Валентина Ивановна (род. 01.10.1934) — украинская певица (контральто, меццо-сопрано), стояла у истоков украинской эстрады.
- Сокол, Евгений Иванович — украинский учёный, профессор, доктор технических наук, ректор Национального Технического Университета «Харьковский политехнический институт».
- Сокол, Иван Мефодьевич, директор техникума и лесхозага. Кандидат с/х наук, заслуженный лесовод Украины.
- Соболев, Андрей Николаевич (политик), выпускник 1976 года. Известный поэт, автор-исполнитель, журналист. Кавалер Ордена Дружбы, сенатор — член Совета Федерации.